# Сомешвара III
Сомешвара III — імператор Західних Чалук'їв. Був сином і спадкоємцем Вікрамадітьї VI.

## Життєпис
Сомешвара був видатним істориком, науковцем і поетом. Його авторству належить санскритський енциклопедичний текст Манасолласа, що торкався таких тем, як політика, управління, астрономія, астрологія, риторика, медицина, харчування, архітектура, образотворче мистецтво, поезія та музика. Той твір став важливим джерелом соціально-культурної інформації XI–XII століть. Окрім того він написав найбільш повну біографію свого батька Вікрамадітьї VI, яку назвав Вікраманкабхуюдая.